# Come On/I Want to Be Loved
Come On/I Want to Be Loved è il primo singolo dei The Rolling Stones, pubblicato nel Regno Unito nel 1963.

## Tracce
Lato A
1. Come On – 1:49 (Chuck Berry)

Lato B
1. II Want to Be Loved – 1:54 (Willie Dixon)

## Accoglienza
Pubblicato nell'estate del 1963, il singolo raggiunse la posizione n. 21 in classifica nel Regno Unito.